# Hameau de la Reine

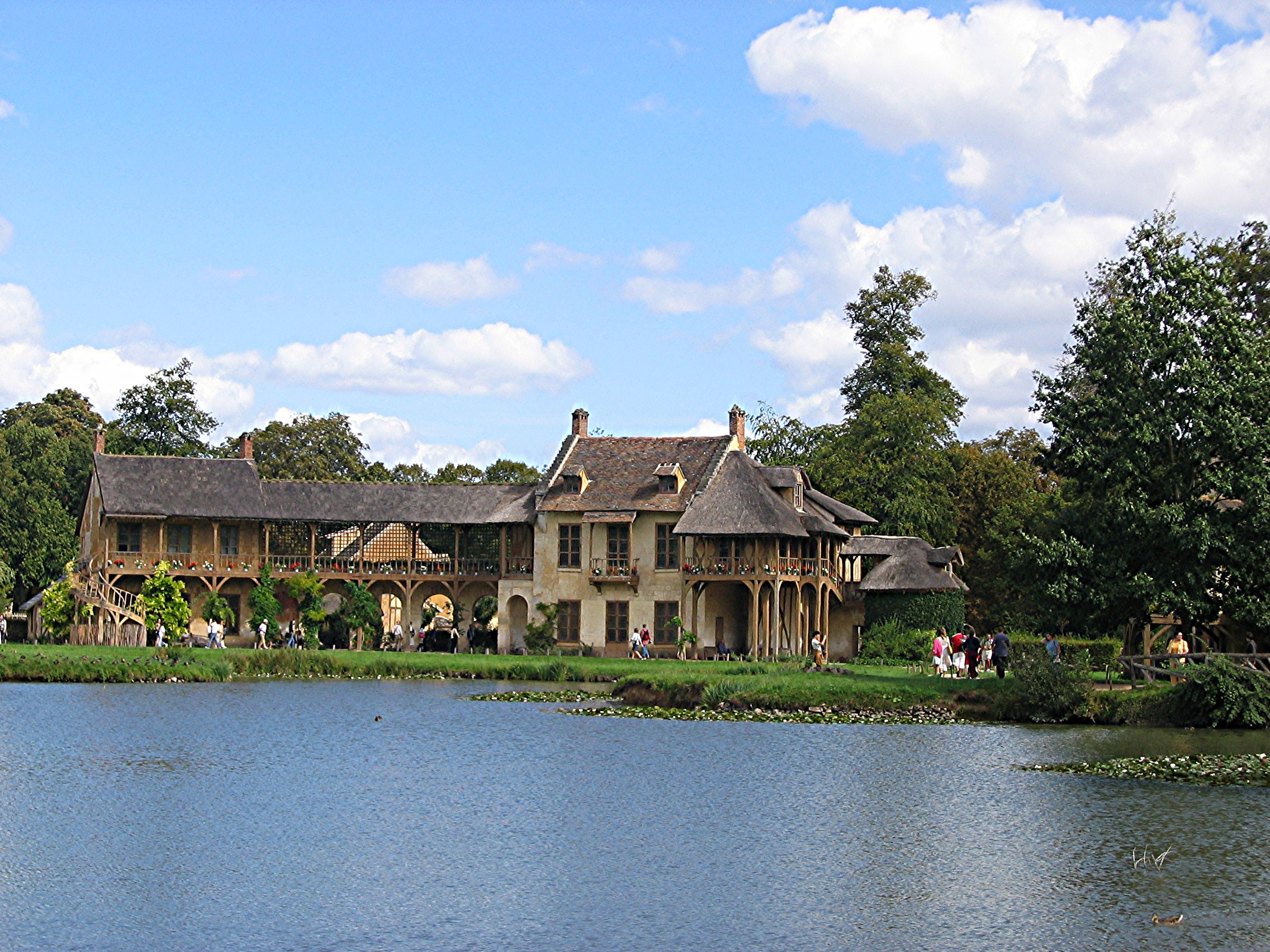
Das Haus der Königin

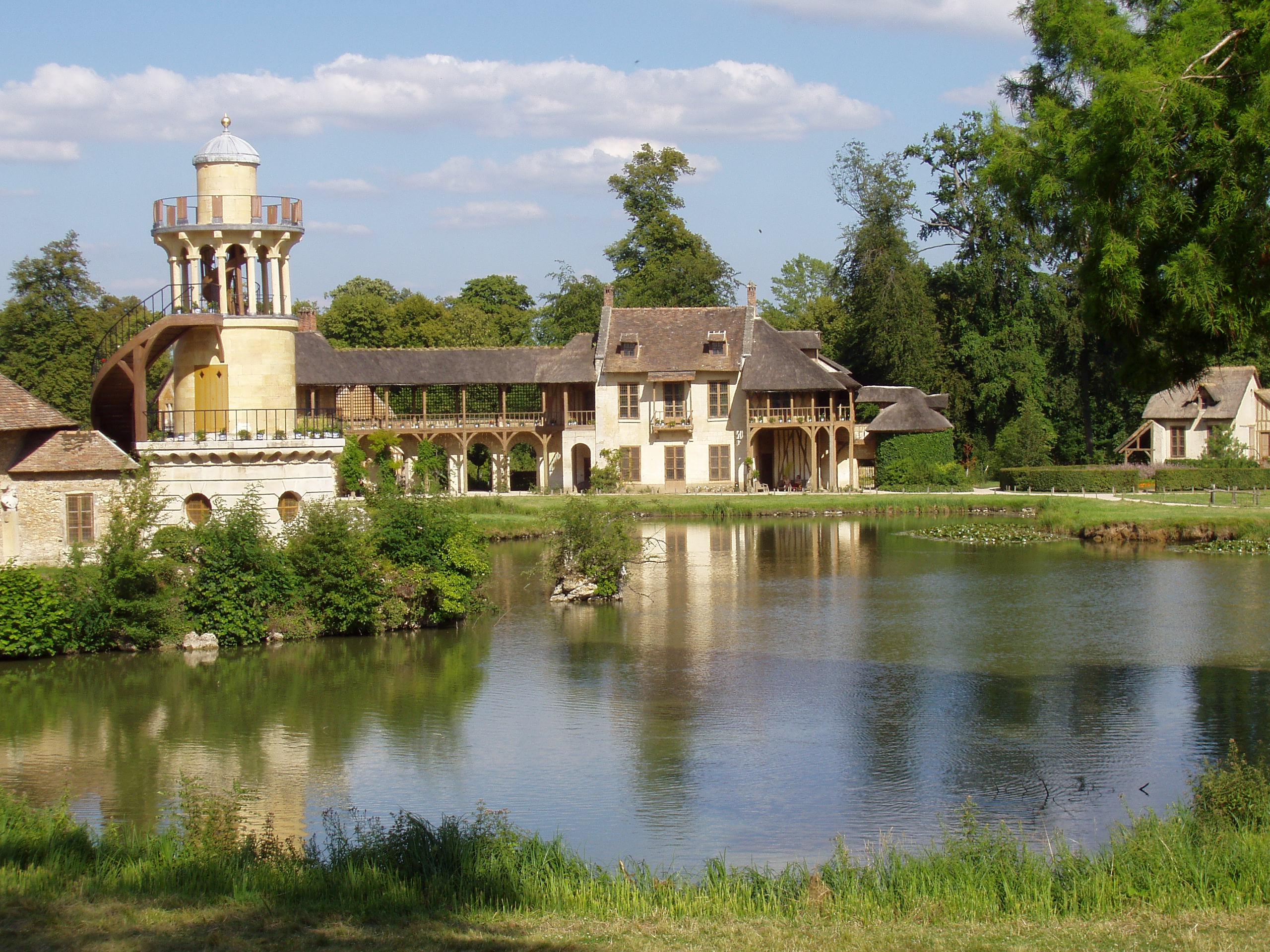
Der Marlborough-Turm und das Haus der Königin

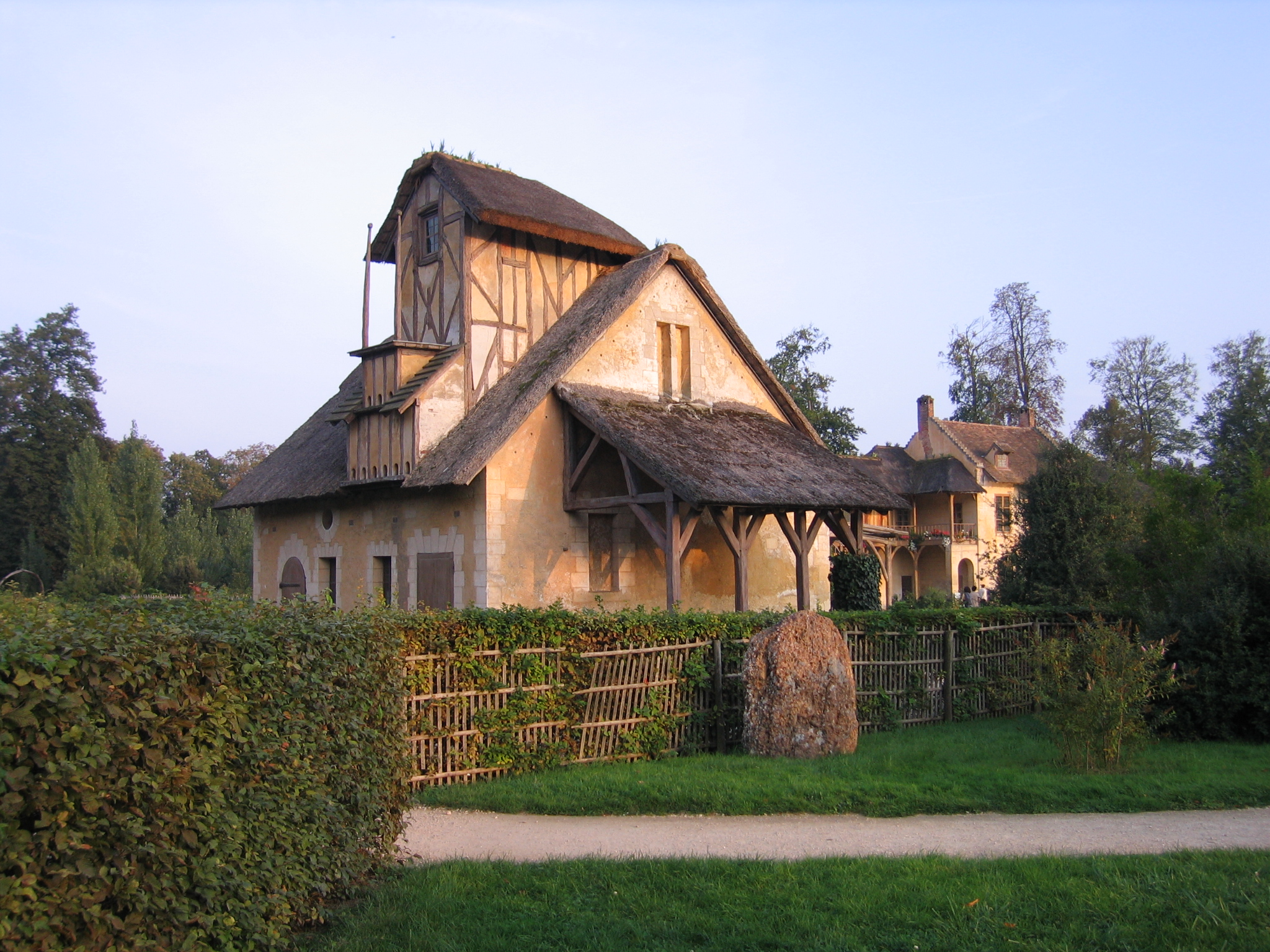
Das Taubenhaus mit dem Haus der Königin im Hintergrund

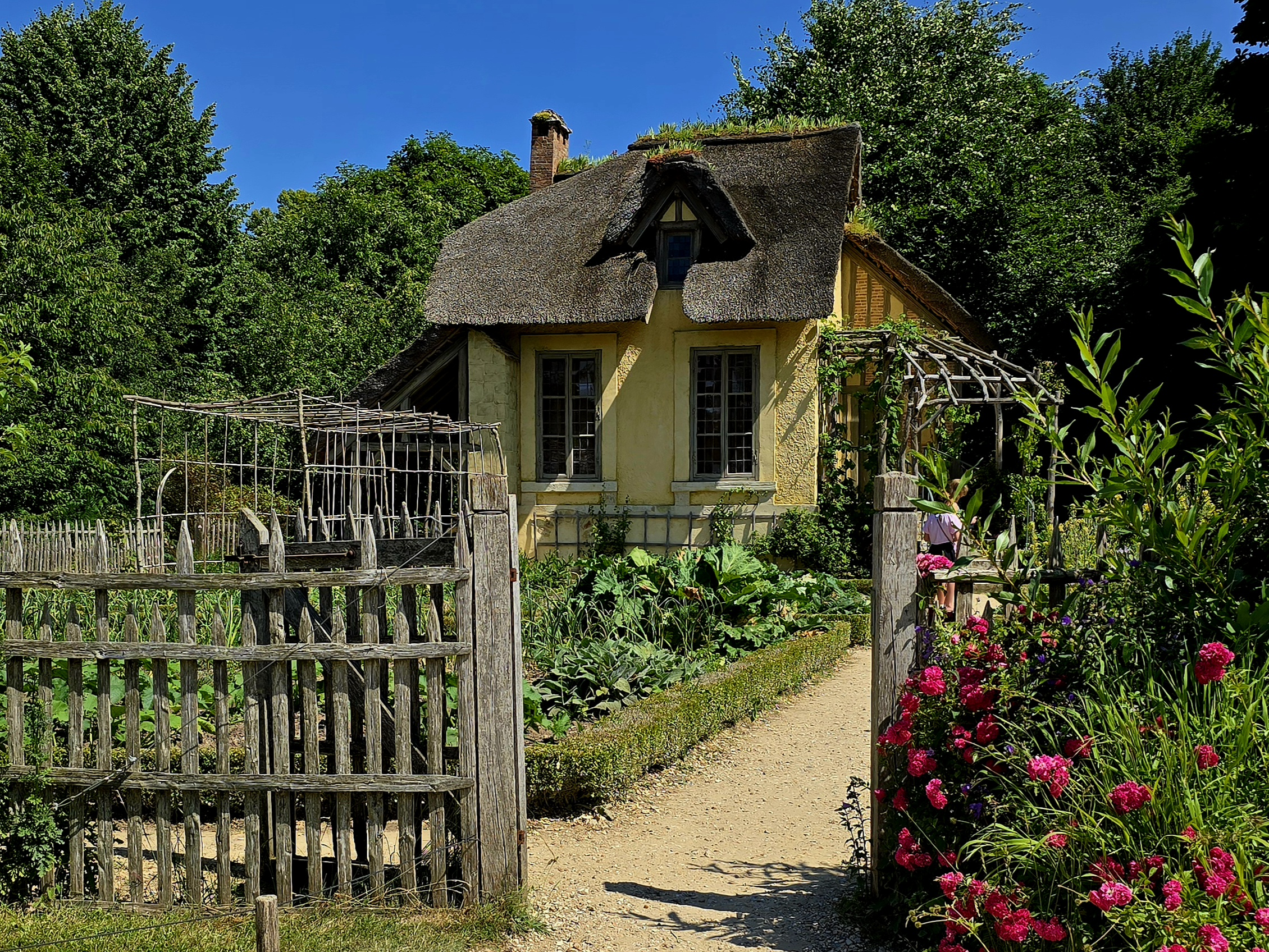
Das Boudoir 2025

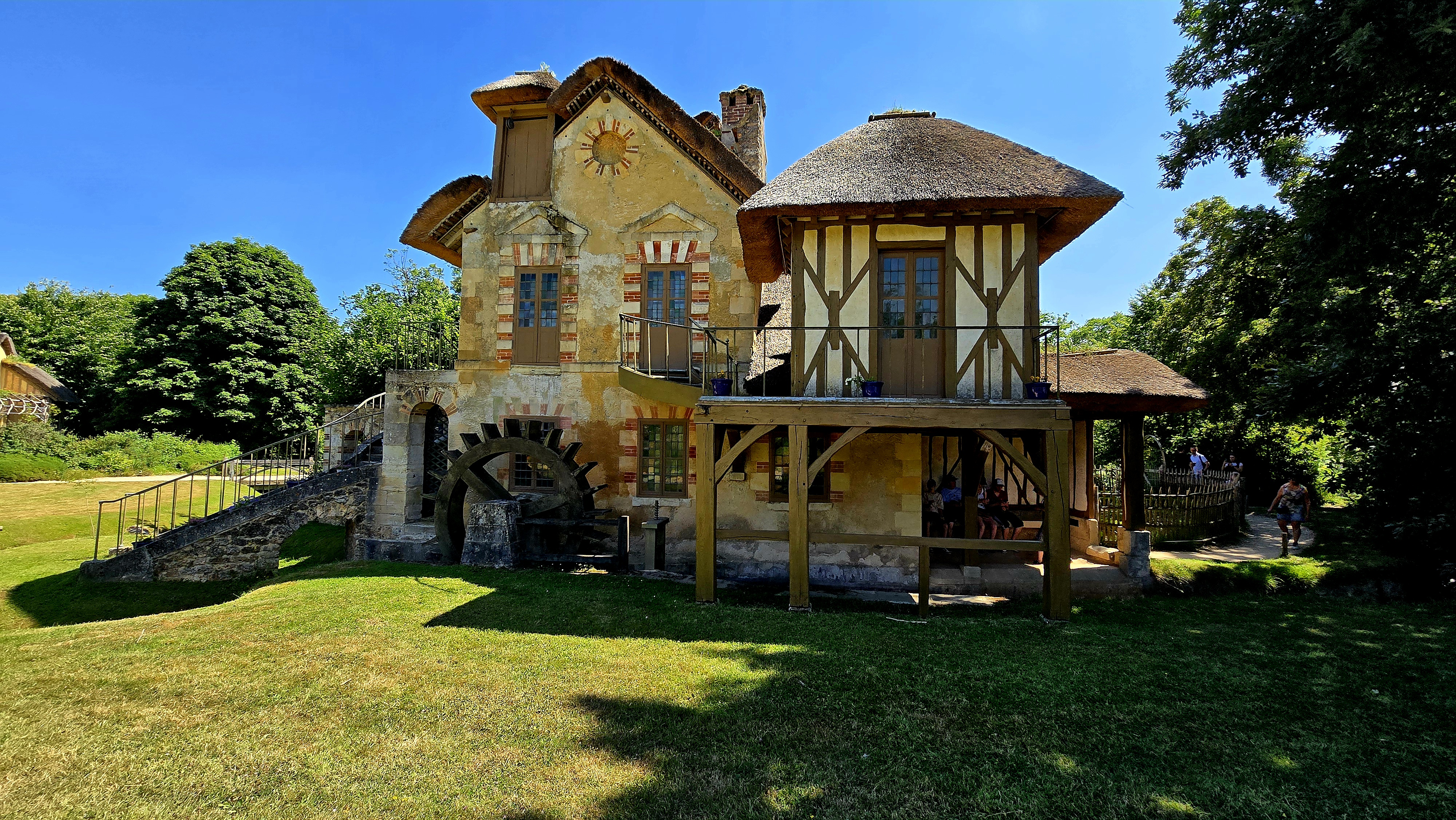
Die Mühle 2025

Das Hameau de la Reine, auch Hameau der Königin oder dt. der Weiler der Königin, ist ein idealisiertes Dorf, das am Ende des 18. Jahrhunderts für die französische Königin Marie-Antoinette errichtet wurde. Es liegt im Park des Schlosses von Versailles in Versailles, Frankreich. Heute gehört das Dörfchen zum Schlossmuseum von Versailles und kann besichtigt werden.

## Geschichte
1774 erhielt die Königin von ihrem Gatten Ludwig XVI. das Lustschloss Petit Trianon zum Geschenk, in welches sich Marie-Antoinette von der Etikette und der Strenge des Versailler Hoflebens zurückziehen konnte. In den nächsten Jahren wurde das Gebäude ihren Wünschen angepasst. Sie veränderte auch den Gartenbereich des Schlösschens, indem sie ihn in einen Garten nach englischen Vorbildern umgestalten ließ.
In Marie-Antoinette entstand der Wunsch nach einem kleinen Dorf, in das sie sich gelegentlich zurückziehen konnte. So wurde östlich des Petit Trianon von 1783 bis 1788 ein Weiler – französisch hameau – durch den lothringischen Architekten Richard Mique für sie erbaut. Die Idee für ein solches Staffagedorf war nicht neu, die ländliche Idylle war in Mode, das Leben auf dem Lande wurde mit der Vorstellung von Freiheit und Schönheit verbunden. Im ausgehenden 18. Jahrhundert propagierten auch Philosophen wie Jean-Jacques Rousseau ein Leben nah an der Natur. In anderen Schlossparks gab es bereits ähnliche fermes ornées, das hameau im Park von Schloss Chantilly diente als Vorbild. Doch hier in der Nähe der Residenz Versailles wurde die vollkommenste Anlage ihrer Art erschaffen.
Mit dem hameau machte sich die Königin bei ihrem Volk unbeliebt. Ihre angebliche Verschwendungssucht hatte ihr bereits einen schlechten Ruf eingebracht, und die Vorstellung, dass sich Marie-Antoinette mit silbernen Rechen oder kleinen Eimern aus Porzellan dem „bäuerlichen Leben“ hingab, ärgerte nicht nur das Landvolk, das ein ganz anderes Leben zu führen hatte. Zudem war das Gerücht im Umlauf, der Unterhalt des Dörfchens verschlinge viel Geld.
Am Nachmittag des 5. Oktober 1789 warf Marie-Antoinette einen letzten Blick auf ihren Weiler, den sie nicht mehr wiedersehen sollte, als sie von einem Boten des Königs aufgefordert wurde, ins Schloss Versailles zurückzukehren. Sie wurde im Laufe der Französischen Revolution hingerichtet, den Architekten Richard Mique traf dasselbe Schicksal. Der Weiler verfiel in der Folgezeit; er wurde jedoch um 1810 im Auftrag Napoleons I. restauriert.

## Bauwerke
Um einen künstlichen See entstand ein Ensemble, das die verschiedenen Aspekte eines Bauerndorfes vereinen sollte. Entfernt erinnern die Gebäude an Bauernhäuser aus der Normandie, doch eine genaue stilistische Einordnung ist nicht möglich und wahrscheinlich war eine wirklichkeitsnahe Darstellung auch nicht beabsichtigt. Der Weiler bestand aus einem guten Dutzend Gebäuden, die die verschiedensten Funktionen wahrnahmen; das wichtigste Haus war jenes der Königin, die Maison de la Reine.  Es ist über die hölzerne Galerie mit dem Billardhaus verbunden.
In der Nähe befindet sich als Rückzugsort der Königin das Boudoir, es wurde ursprünglich „das kleine Haus der Königin“ genannt.
Weiter gab es unter anderem einen Bauernhof, eine Mühle, eine Fischerei, eine Molkerei sowie einen Aussichtsturm, den Marlborough-Turm und ein Taubenhaus. Ab 1785 ließ Marie-Antoinette sogar eine Familie aus der Touraine kommen, welche die bäuerliche Wirtschaft in Betrieb halten und das stimmungsvolle Bild ihres Dörfchens abrunden sollte.
Das Äußere der Häuser war betont einfach gehalten, innen überraschten sie jedoch mit einer hochqualitativen, luxuriösen Ausstattung, die nichts mit der Wirklichkeit des entbehrungsreichen Landlebens gemein hatte.

## Dokumentarfilme
- Marie Antoinette und die Geheimnisse von Versailles (französisch: Le Versailles secret de Marie-Antoinette). 90 Min. Regie und Drehbuch: Sylvie Faiveley und Mark Daniels. Produktion: ZED für Arte. Frankreich 2018.[1]